# تیم دوچرخه‌سواری پتروشیمی تبریز
تیم دوچرخه‌سواری پتروشیمی تبریز یک تیم دوچرخه‌سواری کونتیننتال ایرانی است که با مربی‌گری رامین دادگر و عظیم عبدل‌نژاد ممقانی و حمایت مالی شرکت پتروشیمی تبریز فعالیت می‌کند. پتروشیمی تبریز، مقام نخست تمام رده‌های تیمی و انفرادی تورهای آسیایی ۲۰۰۷-۲۰۰۸، ۲۰۰۸-۲۰۰۹ و ۲۰۰۹-۲۰۱۰ را به دست آورده‌است.

## تاریخچه
تیم پتروشیمی، در سال ۲۰۰۲ به عنوان یک تیم باشگاهی، در کشور ایران و در شهر تبریز تأسیس شد. این تیم، کار خود را با شرکت در تورهای منطقه‌ای، لیگ‌های داخلی و تورهای بین‌المللی همچون تور ترکیه و تورهای پرلیس، جلاجا و لانکاوی مالزی آغاز کرد. پس از چهار سال و در فصل ۲۰۰۷-۲۰۰۸، نام پتروشیمی تبریز در لیست تیم‌های کونتیننتال اتحادیه بین‌المللی دوچرخه‌سواری ثبت شد. این تیم، فصل ۲۰۰۷-۲۰۰۸ را با استفاده از دوچرخه‌سواران بومی خود آغاز کرد و اگرچه این نخستین باری بود که به عنوان یک تیم کونتیننتال در مسابقات شرکت می‌کرد؛ اما با کسب ۹۰۹٫۶۴ امتیاز در ۵ تور خارجی و ۲ تور داخلی بین‌المللی مقام نخست تورهای آسیایی ۲۰۰۷-۲۰۰۸ را به دست آورد. در آن فصل، ۳ رتبهٔ اول انفرادی نیز به رکاب‌زنان تیم پتروشیمی تبریز اختصاص یافت.
این تیم، در فصل ۲۰۰۸-۲۰۰۹ با استخدام یک رکاب‌زن قزاقستانی و چند دوچرخه‌سوار بومی، جایگاه نخست خود را حفظ کرد. آن‌ها در این فصل با شرکت در ۵ تور خارجی و ۲ تور داخلی بین‌المللی و کسب ۱۰۱۵ امتیاز، با اختلاف تقریباً دو برابری با تیم دوم، در رتبه نخست جای گرفتند. رکاب‌زنان پتروشیمی تبریز، در رده‌بندی انفرادی نیز ۳ رتبهٔ اول را تصاحب کردند.
علاوه بر تیم حرفه ای، تیمی متشکل از کارکنان این شرکت نیز با رویکرد MTB فعالیت می‌کنند.

## نتایج مهم

### ۲۰۰۸
رتبه ۱ مرحله ۶ تور جلاجای مالزی، توسط حسین عسکری
رتبه ۱ کلی رقابت‌های ام‌القوین، توسط حسین عسکری
رتبه ۱ مرحله ۱ و ۲، توسط حسین ناطقی
رتبه ۱ کلی تور تفتان، توسط حسین ناطقی
رتبه ۱ مرحله ۱ و ۲، توسط حسین ناطقی
رتبه ۱ مرحله ۵، توسط بهنام خلیل‌خسروشاهی
رتبه ۱ کلی تور شرق جاوا، توسط قادر میزبانی
رتبه ۱ مرحله ۴، توسط قادر میزبانی
رتبه ۱ کلی تور ریاست‌جمهوری ایران، توسط احد کاظمی
رتبه ۱ مرحله ۴، توسط احد کاظمی
رتبه ۱ مرحله ۵، توسط قادر میزبانی
رتبه ۱ کلی تور آذربایجان، توسط حسین عسکری
رتبه ۱ پرولگو و مرحله ۳، توسط قادر میزبانی
رتبه ۱ مرحله ۲ تایم تریل تیمی
رتبه ۱ مرحله ۴، توسط بهنام خلیل‌خسروشاهی
رتبه ۱ مرحله ۷، توسط حسین عسکری
رتبه ۱ مرحله ۸، توسط حمید شیری
رتبه ۱ مرحله ۱ و ۴ تور تایلند، توسط حسین ناطقی
رتبه ۱ کلی تور میلاد دو نور، توسط احد کاظمی
رتبه ۱ مرحله ۲، توسط احد کاظمی
رتبه ۱ کلی تور کرمان، توسط قادر میزبانی
رتبه ۱ مرحله ۲ تایم تریل تیمی
رتبه ۱ مرحله ۴، توسط حسین ناطقی
رتبه ۱ کلی تور اندونزی، توسط قادر میزبانی
رتبه ۱ مرحله ۳، توسط حسین جهان‌بانیان
رتبه ۱ مرحله ۵ و ۱۰، توسط قادر میزبانی

### ۲۰۰۹
رتبه ۱ مرحله ۲ تور جلاجای مالزی، توسط مهدی سهرابی
رتبه ۱ کلی تور سینکاراک، توسط قادر میزبانی
رتبه ۱ مرحله ۳آ، توسط قادر میزبانی
رتبه ۱ کلی تور ریاست جمهوری ایران، توسط قادر میزبانی
رتبه ۱ مرحله ۱، توسط حسین عسکری
رتبه ۱ مرحله ۳، توسط قادر میزبانی
رتبه ۱ قهرمانی تایم تریل ایران، توسط مهدی سهرابی
رتبه ۱ قهرمانی تایم تریل قزاقستان، توسط آندری میزوروف
رتبه ۱ کلی تور دریاچه چینگ‌های، توسط آندری میزوروف
رتبه ۱ پرولوگو، توسط آندری میزوروف
رتبه ۱ مرحله ۳ و ۸، توسط قادر میزبانی
رتبه ۱ کلی تور شرق جاوا، توسط آندری میزوروف
رتبه ۱ مرحله ۲، توسط آندری میزوروف
رتبه ۱ کلی تور میلاد دو نور، توسط مهدی سهرابی
رتبه ۱ مرحله ۱، توسط آروین معظمی
رتبه ۱ مرحله ۲ و ۴، توسط مهدی سهرابی
رتبه ۱ مرحله ۳، توسط صمد پورسیدی
رتبه ۱ کلی تور آذربایجان، توسط احد کاظمی
رتبه ۱ مرحله ۲، توسط احد کاظمی
رتبه ۱ مرحله ۴، توسط مهدی سهرابی
رتبه ۱ مرحله ۵، توسط قادر میزبانی
رتبه ۱ کلی تور اندونزی، توسط مهدی سهرابی
رتبه ۱ مرحله ۱ تایم تریل
رتبه ۱ مرحله ۴، توسط قادر میزبانی
رتبه ۱ مرحله ۶، توسط مهدی سهرابی

### ۲۰۱۰
رتبه ۱ کلی تور آذربایجان، توسط قادر میزبانی
رتبه ۱ مرحله ۱، ۵ و ۶، توسط قادر میزبانی
رتبه ۱ مرحله ۳، توسط آندری میزوروف
رتبه ۱ کلی تور ریاست جمهوری ایران، توسط حسین عسکری
رتبه ۱ مرحله ۲ و ۳، توسط توبیاس ارلر
رتبه ۱ مرحله ۴، توسط حسین عسکری
رتبه ۱ کلی تور کومانو، توسط آندری میزوروف
رتبه ۱ کلی تور سینکاراک، توسط قادر میزبانی
رتبه ۱ مرحله ۱ تایم تریل
رتبه ۱ مرحله ۳، توسط قادر میزبانی
رتبه ۱ مرحله ۶، توسط مهدی سهرابی
رتبه ۱ کلی تور شرق جاوا، توسط حسین علیزاده
رتبه ۱ مرحله ۱، توسط حسین علیزاده
رتبه ۱ قهرمانی تایم تریل قزاقستان، توسط آندری میزوروف
رتبه ۱ قهرمانی تایم تریل ایران، توسط حسین عسکری
رتبه ۱ قهرمانی جاده ایران، توسط مهدی سهرابی
رتبه ۱ مرحله ۳ تور میلاد دو نور، توسط ابراهیم جوانی
رتبه ۱ کلی تور دریاچه چینگ‌های، توسط حسین عسکری
رتبه ۱ مرحله ۳، توسط قادر میزبانی
رتبه ۱ مرحله ۶ و ۹، توسط مهدی سهرابی
رتبه ۳ کلی تور لانکاوی، توسط حسین عسکری

### ۲۰۱۱
رتبه ۱ مرحله ۹ تور لانکاوی، توسط بوریس شپیلوسکی
رتبه ۱ کلی تور کرمان، توسط مهدی سهرابی
رتبه ۱ مرحله ۱، ۲، ۳، ۴ و ۵ توسط مهدی سهرابی
رتبه ۱ کلی جلاجای مالزی، توسط مهدی سهرابی
رتبه ۱ مرحله ۱ و ۶، توسط مهدی سهرابی
رتبه ۱ مرحله ۲ تور تایوان، توسط مهدی سهرابی
رتبه ۱ مرحله ۳ تور تایوان، توسط مارکوس ایبگر